# Presa El Gallo
La presa El Gallo está ubicada en el municipio de Cutzamala de Pinzón, estado de Guerrero, México. Al hacer esta presa se destruyó el rancho de Amilpillas, donde la gente fue desalojada de sus tierras y familias indígenas se vieron separadas.

## Historia
En la década de 1980 surge como auxiliar de la presa de Ixtapilla, inaugurada en 1969. La presa la construyó y la puso en marcha la Comisión Nacional del Agua (CONAGUA) en 1998 con el propósito de almacenar agua del río Coróngoros y así aprovecharse para irrigar las tierras aguas abajo de la presa. Después fue escogida para generar "energía verde". En un artículo del Diario Oficial del 3 de marzo de 1999, la Comisión Reguladora de Energía otorga permiso desde el 15 de enero de ese año a Mexhidro S. A de C. V para el autoabastecimiento de energía eléctrica número E/130/AUT/99. Autoriza la generación de energía eléctrica con una producción anual de energía eléctrica de 101,30 GWh. La central estará ubicada en la presa El Gallo, sobre el río Cutzamala, en el ejido La Cañada y El Pinzán, municipio de Cutzamala de Pinzón, Guerrero. Es una presa tres o cuatro veces más grande que la de Ixtapilla, y una de las más grandes de América Latina en su género. Está en los límites del municipio de Cutzamala con el Estado de Michoacán, en Tiquicheo de Nicolás Romero.Estos datos son del libro "Crónicas de Tierra Caliente" del Ing. Alfredo Mundo Fernández, en donde se sigue narrando lo siguiente.
La  pequeña central hidroeléctrica fue construida de 2005 al 2007, aprovechando el agua que se extrae de la presa para irrigación, dando un uso adicional al fuego

## Conflictos
La instalación de esta presa ha provocado malestar en los cutzamaltecos, en la región de la Tierra Caliente a la que pertenece y en general al Estado de Guerrero. Se debe a que la empresa no paga ningún impuesto ni a Cutzamala —a pesar de estar en su municipio y usar sus recursos hidráulicos— ni al Estado de Guerrero. Mexhidro paga  la irrisoria cantidad de $775 000 00 pesos al año por utilizar la presa El Gallo, mientras su ganancia es de más de un millón de dólares diarios. Por otro lado, el manejo de sus turbinas ha provocado la muerte de miles de peces de los que se beneficiaban los pueblos ribereños que son muchos y de gran pobreza, así como contaminación del vital líquido provocando la muerte de ganado.
La citada empresa empezó vendiendo esa energía eléctrica a Siderúrgica Tultitlán y Colchas de México, según el citado Diario Oficial, para después agregar Corporación Moctezuma, Chrysler de México, Good Year Oxo de México, General Motors de México, Nissan Mexicana, Cementos Cruz Azul, etc. Además da "luz" para el Distrito Federal, Tlanepantla, Naucalpan,Atizapán, Netzahualcóyotl, Ecatepec, Toluca, Cuautitlán Izcalli, Acapulco, Chilpancingo, Iguala, Cuernavaca, Cuautla, etc.
Pero a Cutzamala de Pinzón, de donde se obtiene toda esa energía, no le da "luz" ni para un foco. Los cutzamaltecos, apoyados por Tierra Caliente y en general el Estado, han tenido reuniones con la citada empresa sin que hasta la fecha se haya logrado nada. El problema persiste.
De la cuenca del río Cutzamala se lleva agua para la ciudad de México mediante siete presas en Los Berros, México, y Cutzamala tampoco ha recibido beneficio alguno, al contrario ha disminuido su caudal de forma alarmante.
En el año de 2013 se divulgó en periódicos locales y nacionales, además de radio y televisión, que los campesinos del municipio de Cutzamala acompañados del presidente municipal y habitantes de Tiquicheo y San Lucas Michoacán tomaron la presa El Gallo, en protesta por los daños ocasionados a peces e incluso ganado que tomaba agua del río Cutzamala. Mediante un acuerdo entre la empresa Mexhidro y los campesinos se solucionó momentáneamente el problema, pero ahora en febrero de 2016 se presenta un gravísimo problema entre ambas partes que puede traer consecuencias más fuertes de las que ya existen. De pronto hace unos días aparecieron casi cien mil peces muertos, algunos despedazados por los motores de la presa y otros por el agua que contiene productos químicos peligrosos como desechos ácidos, alcalinos y gases tóxicos como los óxidos de azufre, nitrógeno, amoníaco, cloro y sulfuro de hidrógeno. Y para completar este mal ahora han aparecido cientos de patos silvestres muertos, ignorándose la causa, pero son aquellos que merodean por las dos presas y el río Cutzamala. Las dos presas son la "Hermenegildo Galeana" conocida como presa de Ixtapilla que es derivadora, y la más grande la de "El Gallo" que es generadora de energía eléctrica, pero que se construyó como auxiliar de la primera. Ante esto Protección Civil de Cutzamala y la Dirección del Medio Ambiente y Ecología de Pungarabato visitarán en breve ambas presas para realizar exhaustivos estudios. De hecho han estado buscando también la solución para la proliferación del lirio acuático que se ha convertido en una plaga. Muy cerca se une el río Cutzamala con el Balsas, y este último no presenta ninguno de aquellos problemas porque en su paso por esta zona es de agua salada, y en cambio el Cutzamala es de agua dulce.
Los cientos de campesinos de los municipios de Cutzamala (Guerrero), Tiquicheo y San Lucas en Michoacán resienten estos problemas pues viven de la pesca en las presas y el río Cutzamala.
- Datos: Q16621731